# フサイチセブン
フサイチセブンは、日本の競走馬。2010年ダイオライト記念優勝馬。

## 経歴
2006年4月1日、北海道日高郡新ひだか町の千代田牧場で誕生。当年のセレクトセールにて、関口房朗が1億円で落札し、購入した。
デビュー戦は3歳となった2009年2月22日の第2回京都競馬8日目第6競走の3歳新馬戦（芝 1,600m）。ミルコ・デムーロ騎乗も7着。
デビュー3戦目の3歳未勝利戦（ダート 1,700m / 2009年6月6日：中京競馬場）で初勝利を挙げると、2010年1月17日の雅ステークスまで4連勝し、オープン馬に昇格した。
2010年3月10日、南関東公営競馬の重賞競走であるダイオライト記念（ダート 2,400m / 船橋競馬場）に出走。1番人気のフリオーソ、マイネルアワグラス等を退けて1着となり、重賞初優勝を果たした。
しかしその直後の同年3月12日、同馬は大津地方裁判所に差し押さえられた。日本中央競馬会 (JRA) の規定では裁判所に差し押さえられた競走馬は、差し押さえの解除がなされない限りレースに出走できないことから動向が注目されていたが、クーリンガー（佐賀記念、名古屋大賞典優勝）の馬主であった林進が新オーナーになることが明らかになった。
4月25日のアンタレスステークスでは好位中団から脚を伸ばしてくるも届かず3着だった。続く5月23日の東海ステークスではゲート入りを嫌がり、道中2番手でレースを進めるも直線で一杯になってしまい8着に敗れた。
2011年5月29日のつばさ賞で復帰。レースでは中団に控えたが直線で伸びを欠き9着。続く7月10日のプロキオンステークスでは見せ場なく10着に敗れた。8月28日の阿蘇ステークスでは道中2番手から直線で逃げ粘るトーホウオルビスを捕えて勝利した。10月1日のシリウスステークスではヤマニンキングリーの3着だった。
2012年12月23日のギャラクシーステークスでは、スタート直後に馬が外に逸走して騎手が振り落とされて競走中止。休養して一戦挟んだ後の2013年9月28日のシリウスステークスでも、スタート直後に馬が外に逃避して走行を拒否したため競走中止となった。このため現役続行を断念、2013年12月18日で競走馬登録を抹消され、優駿スタリオンステーションで種牡馬となった。

## 競走成績
| 年月日 | 年月日 | 年月日 | 競馬場 | 競走名           | 格     | 頭数 | オッズ （人気） | オッズ （人気） | 着順 | 騎手           | 斤量 | 距離（馬場）  | タイム （上り3F） | タイム 差 | 勝ち馬/（2着馬）       |
| 2009   | 2.     | 22     | 京都   | 3歳新馬          |        | 16   | 8.2             | （5人）         | 7着  | M.デムーロ     | 56   | 芝1600m（良） | 1:38.0 (37.7)     | 1.7       | レイナクーバ           |
|        | 3.     | 22     | 阪神   | 3歳未勝利        |        | 16   | 19.6            | （5人）         | 2着  | 四位洋文       | 56   | ダ1400m（稍） | 1:24.8 (37.7)     | 0.2       | エーシンビートロン     |
|        | 6.     | 6      | 中京   | 3歳未勝利        |        | 16   | 1.4             | （1人）         | 1着  | 福永祐一       | 56   | ダ1700m（重） | 1:43.8 (36.6)     | -1.0      | （メイショウシンドウ） |
|        | 6.     | 27     | 札幌   | 層雲峡特別       | 1000万 | 13   | 2.3             | （1人）         | 1着  | 四位洋文       | 53   | ダ1700m（良） | 1:44.6 (36.7)     | -0.3      | （タガノショータイム） |
|        | 8.     | 2      | 札幌   | アカシヤ特別     | 1000万 | 11   | 1.7             | （1人）         | 1着  | 四位洋文       | 54   | ダ1700m（良） | 1:46.1 (35.5)     | -0.2      | （プラチナメーン）     |
| 2010   | 1.     | 17     | 京都   | 雅S              | 1600万 | 14   | 3.9             | （2人）         | 1着  | 四位洋文       | 56   | ダ1900m（良） | 1:57.0 (36.5)     | -1.0      | （メンデル）           |
|        | 2.     | 13     | 京都   | アルデバランS    | OP     | 16   | 1.7             | （1人）         | 2着  | 四位洋文       | 56   | ダ1900m（重） | 1:55.6 (37.0)     | 0.2       | トランセンド           |
|        | 3.     | 10     | 船橋   | ダイオライト記念 | JpnII  | 14   | 3.1             | （2人）         | 1着  | 内田博幸       | 55   | ダ2400m（不） | 2:31.3 (37.8)     | -0.5      | （マイネルアワグラス） |
|        | 4.     | 25     | 京都   | アンタレスS      | GIII   | 15   | 5.5             | （2人）         | 3着  | 内田博幸       | 58   | ダ1800m（良） | 1:50.1 (37.0)     | 0.4       | ダイシンオレンジ       |
|        | 5.     | 23     | 京都   | 東海S            | GII    | 15   | 3.7             | （2人）         | 8着  | C.ウィリアムズ | 58   | ダ1900m（不） | 1:56.4 (36.8)     | 1.0       | シルクメビウス         |
| 2011   | 5.     | 29     | 東京   | つばさ賞         | OP     | 16   | 11.3            | （5人）         | 9着  | 小牧太         | 56   | ダ1400m（不） | 1:24.0 (36.9)     | 0.3       | トーホウオルビス       |
|        | 7.     | 10     | 京都   | プロキオンS      | GIII   | 16   | 74.8            | （13人）        | 10着 | 武幸四郎       | 57   | ダ1400m（良） | 1:23.5 (36.5)     | 1.4       | シルクフォーチュン     |
|        | 8.     | 28     | 小倉   | 阿蘇S            | OP     | 11   | 3.9             | （2人）         | 1着  | 川田将雅       | 57   | ダ1700m（良） | 1:44.2 (35.8)     | -0.1      | （トーホウオルビス）   |
|        | 10.    | 1      | 阪神   | シリウスS        | GIII   | 12   | 3.7             | （2人）         | 3着  | 川田将雅       | 57.5 | ダ2000m（良） | 2:04.9 (36.9)     | 0.6       | ヤマニンキングリー     |
| 2012   | 9.     | 29     | 阪神   | シリウスS        | GIII   | 16   | 45.7            | （11人）        | 4着  | 福永祐一       | 57.5 | ダ2000m（良） | 2:04.0 (37.6)     | 0.7       | ナイスミーチュー       |
|        | 11.    | 4      | 京都   | みやこS          | GIII   | 16   | 48.9            | （8人）         | 7着  | 福永祐一       | 57   | ダ1800m（良） | 1:50.4 (38.0)     | 0.8       | ローマンレジェンド     |
|        | 12.    | 23     | 阪神   | ギャラクシーS    | OP     | 16   | 19.5            | （7人）         |      | 幸英明         | 57   | ダ1400m（重） | 競走中止          |           | ガンジス               |
| 2013   | 8.     | 11     | 小倉   | 阿蘇S            | OP     | 16   | 30.6            | （9人）         | 8着  | 熊沢重文       | 57.5 | ダ1700m（良） | 1:45.3 (38.0)     | 0.9       | ゴールスキー           |
|        | 9.     | 28     | 阪神   | シリウスS        | GIII   | 16   | 77.9            | （11人）        |      | 熊沢重文       | 57   | ダ2000m（良） | 競走中止          |           | ケイアイレオーネ       |

## 血統表
| フサイチセブンの血統ミスタープロスペクター系 / Northern Dancer 4×3=18.75%、Halo 4×3=18.75%、Native Dancer 4×5=9.38%、Almahmoud 5×5=6.25%（母内） | フサイチセブンの血統ミスタープロスペクター系 / Northern Dancer 4×3=18.75%、Halo 4×3=18.75%、Native Dancer 4×5=9.38%、Almahmoud 5×5=6.25%（母内） | フサイチセブンの血統ミスタープロスペクター系 / Northern Dancer 4×3=18.75%、Halo 4×3=18.75%、Native Dancer 4×5=9.38%、Almahmoud 5×5=6.25%（母内） | （血統表の出典）       | （血統表の出典） |
| 父 Fusaichi Pegasus 1997 鹿毛 | 父の父Mr. Prospector 1970 鹿毛 | Raise a Native | Native Dancer          | Native Dancer    |
| 父 Fusaichi Pegasus 1997 鹿毛 | 父の父Mr. Prospector 1970 鹿毛 | Raise a Native | Raise You              |                  |
| 父 Fusaichi Pegasus 1997 鹿毛 | 父の父Mr. Prospector 1970 鹿毛 | Gold Digger | Nashua                 | Nashua           |
| 父 Fusaichi Pegasus 1997 鹿毛 | 父の父Mr. Prospector 1970 鹿毛 | Gold Digger | Sequence               |                  |
| 父 Fusaichi Pegasus 1997 鹿毛 | 父の母Angel Fever 1990 鹿毛 | Danzig | Northern Dancer        | Northern Dancer  |
| 父 Fusaichi Pegasus 1997 鹿毛 | 父の母Angel Fever 1990 鹿毛 | Danzig | Pas de Nom             |                  |
| 父 Fusaichi Pegasus 1997 鹿毛 | 父の母Angel Fever 1990 鹿毛 | Rowdy Angel | Halo                   | Halo             |
| 父 Fusaichi Pegasus 1997 鹿毛 | 父の母Angel Fever 1990 鹿毛 | Rowdy Angel | Ramhyde                |                  |
| 母 *ディボーステスティモニー Divorce Testimony 1992 栗毛                                                                                         | 母の父Vice Regent 1967 栗毛 | Northern Dancer | Nearctic               | Nearctic         |
| 母 *ディボーステスティモニー Divorce Testimony 1992 栗毛                                                                                         | 母の父Vice Regent 1967 栗毛 | Northern Dancer | Natalma                |                  |
| 母 *ディボーステスティモニー Divorce Testimony 1992 栗毛                                                                                         | 母の父Vice Regent 1967 栗毛 | Victoria Regina | Menetrier              | Menetrier        |
| 母 *ディボーステスティモニー Divorce Testimony 1992 栗毛                                                                                         | 母の父Vice Regent 1967 栗毛 | Victoria Regina | Victoriana             |                  |
| 母 *ディボーステスティモニー Divorce Testimony 1992 栗毛                                                                                         | 母の母Angelic Song 1988 鹿毛 | Halo | Hail to Reason         | Hail to Reason   |
| 母 *ディボーステスティモニー Divorce Testimony 1992 栗毛                                                                                         | 母の母Angelic Song 1988 鹿毛 | Halo | Cosmah                 |                  |
| 母 *ディボーステスティモニー Divorce Testimony 1992 栗毛                                                                                         | 母の母Angelic Song 1988 鹿毛 | Ballade | Herbager               | Herbager         |
| 母 *ディボーステスティモニー Divorce Testimony 1992 栗毛                                                                                         | 母の母Angelic Song 1988 鹿毛 | Ballade | Miss Swapsco F-No.12-c |                  |

- 叔母に重賞2勝のレディバラードがおり、その産駒にダノンバラード、曾孫にロードデルレイがいる。
- 母系は3代母Balladeから大きく広がっており、近親にはBallade産駒のデヴィルズバッグ・グローリアスソング・セイントバラードなど活躍馬が多数。